# Calle Sargento Menadier
La calle Sargento Menadier es una arteria vial de la provincia de Cordillera, ubicada en la ciudad de Puente Alto en sentido oriente-poniente.

## Historia
Su origen etimológico se debe a Adolfo Menadier que fue un joven piloto chileno con una breve, pero intensa carrera en los aires. Ingresó al Ejército a los 23 años para cumplir con su servicio militar, aunque pronto decidió sentar bases en la institución y comenzar a cultivar una carrera en la milicia.

## Trayecto
La calle Sargento Menadier está dividida en 2 tramos, nace en la intersección con la avenida German Ebbinghauss por el oriente de la comuna de Puente Alto, la calle comienza de una sola vía, atraviesa la Avenida Concha y Toro y Avenida Ejército Libertador, el primer tramo de la calle se interrumpe en la caletera de la Autopista Acceso Sur donde no puede seguir la calle avanzando por la autopista y el Cerro Las Cabras.
El segundo tramo parte en la calle El Rodeo por el oriente y la calle se transforma de 2 vías troncales, atraviesa las calles San Guillermo, Del Arquitecto, Avenida Juanita, Estación Sierra Nevada, Chiloé y Quitalmahue, cruza gran parte de la población Bajos de Mena, la calle culmina en la esquina de Avenida Santa Rosa en el Paradero 50.

## Proyectos
En julio de 2022, la Seremi Vivienda Región Metropolitana De Santiago busca la conectividad de los tramos interrumpidos y uniformar el perfil de la calle Sargento Menadier, materializando una doble calzada desde la Av. Santa Rosa por el poniente hasta Av. Concha y Toro por el oriente, en Puente Alto. el proyecto incluye ciclovías y un puente vial por arriba de la Autopista Acceso Sur para conectar entre la caletera oriente de Acceso Sur y la calle El Rodeo.

## Metro de Santiago
El 1 de junio de 2018, en la cuenta pública del segundo gobierno de Sebastián Piñera, se había anunciado la extensión de la Línea 4 hasta el sector de Bajos de Mena en Puente Alto,  la cual iniciaría en la estación Plaza de Puente Alto, siguiendo hacia el sur por Concha y Toro hasta Sargento Menadier, en donde continuaría hacia el oeste por dicha calle hasta llegar a la avenida Juanita en Bajos de Mena. Sin embargo, el 9 de agosto de 2023, esta extensión fue oficialmente descartada debido al anuncio de cambio del trazado de la Línea 9 del Metro de Santiago. En cambio, la estación terminal Plaza de Puente Alto formará parte de dicha línea, transformándose en una estación de combinación, albergará 2 estaciones y se proyecta que estén terminadas en 2033.